# Jozini (gmina)
Jozini – gmina w Republice Południowej Afryki, w prowincji KwaZulu-Natal, w dystrykcie Umkhanyakude. Siedzibą administracyjną gminy jest Jozini.